# Velodrom (Regensburg)

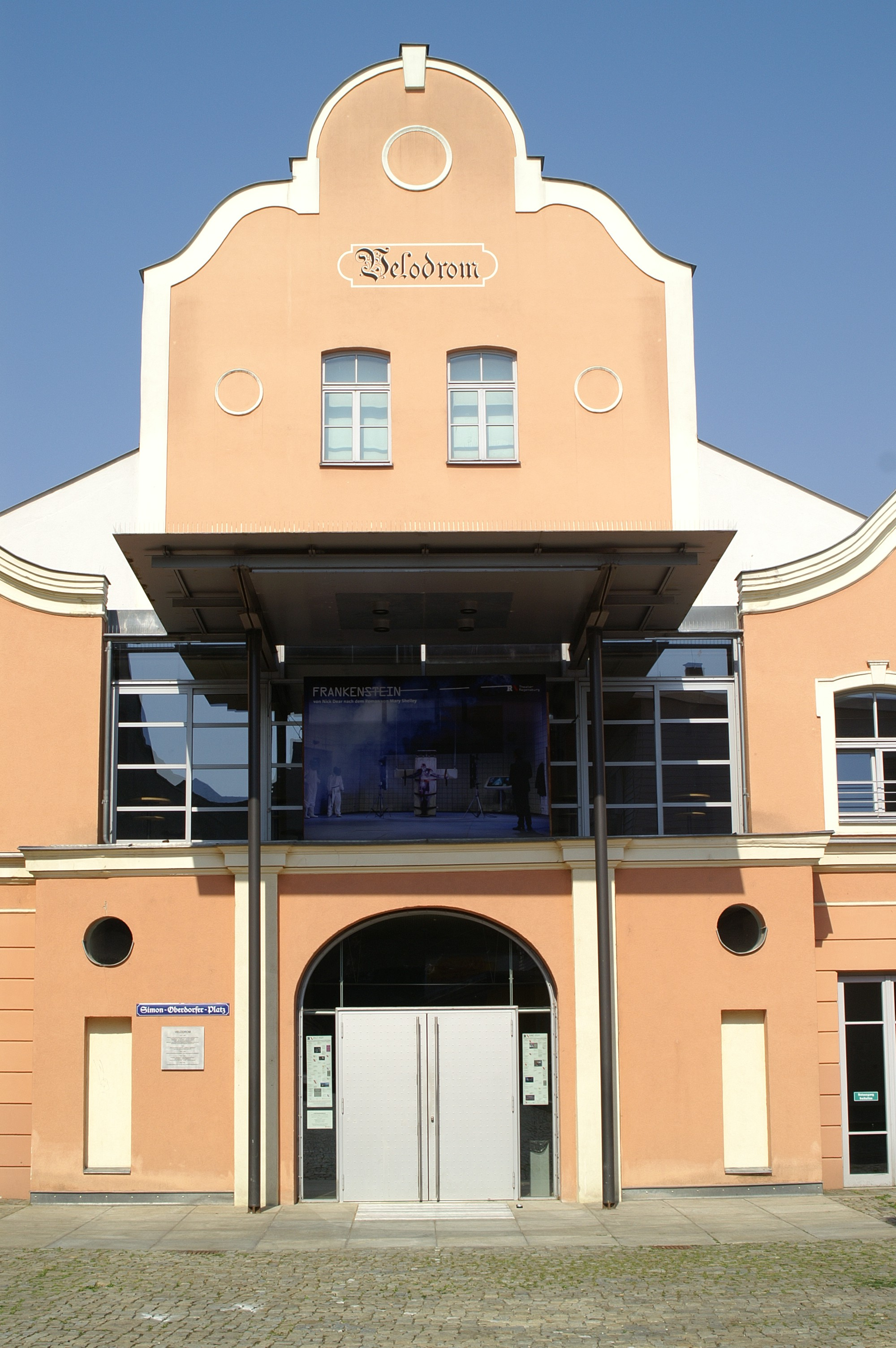
Velodrom (2019)

Das Velodrom, 1897 von einem jüdischen Geschäftsmann als Radsporthalle in Regensburg am östlichen Ende der Westnerwacht erbaut, wurde bis 1974 als Kino genutzt. Nach aufwändiger Sanierung wurde das Velodrom von 1998 bis 2021 als Spielstätte des Theaters Regensburg genutzt. Das Velodrom befindet sich am Simon-Oberdorfer-Platz, der ausgehend vom südwestlichen Arnulfsplatz nach Durchquerung eines Tunneldurchgangs erreicht werden kann, aber auch einen weiter südlichen gelegenen Anschluss an die Kreuzgasse hat.

## Geschichte von 1897 bis 1974
Den Anstoß zur Bebauung des Geländes westlich hinter dem Arnulfsplatz gab der jüdische Geschäftsmann und Kunstradfahrer Simon Oberdorfer. Er engagierte für die Planung den jungen Architekten Joseph Koch. Zunächst sollte die Halle nur als Radsporthalle genutzt werden für Vorführungen von Mitgliedern seines 1891 gegründeten Wanderer-Radler-Vereins und auch zur Präsentation seiner eigenen Rad-Kunststücke. Im Laufe der Planungen entwickelte sich die Idee, die Halle auch für Veranstaltungen mit Publikum zu nutzen. Die dafür benötigte Genehmigung verzögerte sich, da der Stadtmagistrat die ungünstige Fluchtwegsituation aufgrund der engen Bebauung wiederholt bemängelte. Erst der Einsatz von Adolf Schmetzer als Leiter des Stadtbauamtes brachte den Durchbruch. In der Sitzung des Bauausschusses am 1. Oktober 1897 wurde eine vorläufige Baugenehmigung erteilt. Trotz einiger weiterer genehmigungsrechtlicher Fallstricke konnte nach einer kurzen Bauzeit 1898 die Eröffnung stattfinden.

### Baukörper und Ausstattung
Mit 25 × 35 m war der Saal seinerzeit der größte Saalbau in Regensburg. Es handelt sich um einen Stahlträger-Saalbau mit stützenloser Dachkonstruktion und umlaufenden, von kannelierten Säulen getragenen Balkonen. Die künstlerisch gestaltete Dachkonstruktion entsprach dem damals neuesten Standard und findet sich in ähnlicher vereinfachter Konstruktion am Kölner Dom. Die Ausstattung des Saales war imposant-gehoben. Zudem legte Koch großen Wert auf die Beleuchtung. Daher erhielt der Raum eine moderne, wandelbare Lichtanlage mit acht Kohlebogenlampen. Bemerkenswert waren die ausladende Bühne, der versenkbare Springbrunnen und die Rutsche auf der rechten Seite der Empore.

### Nutzung
Neben vielen klassischen Veranstaltungen mit Varieté, Tanz und Artistikvorführungen wurde der Saal auch für große gesellschaftliche Ereignisse vermietet. So wurde der Saal auch 1904 bei der Generalversammlung der Deutschen Katholiken (51. Katholikentag) genutzt. Der Saal wurde aber auch den bayerischen Sozialdemokraten überlassen, als ihnen damals im klerikal-kirchlich geprägten Regensburg keine Veranstaltungsräume vermietet wurden. So kam es dazu, dass im Saal des Velodroms auch sozialdemokratische Politiker wie Georg von Vollmar, Kurt Eisner, Erhard Auer und Toni Pfülf auftreten konnten.
1929 ließ Oberdorfer das Velodrom zum „Capitol-Kino“ umbauen und verpachtete das Anwesen. 1938 musste Oberdorfer das Gebäude verkaufen. Es ging an eine Autoreparaturwerkstätte, die aber die bisherige Nutzung beibehielt. In diesem Zustand erhielt sich das Velodrom in der Zeit des Nationalsozialismus und wurde nach dem Krieg nach den Richtlinien der Politik der Wiedergutmachung nach 1945, als klassisches Kino weiterbetrieben. Der Saal diente aber auch als Sitzungssaal für die Entnazifizierungsprozesse. Nach dem Niedergang als Familienkino diente der Saal als Pornokino, das 1974 geschlossen wurde.

## Neuzeit von 1974 bis 1998

### Niedergang und Verfall
Fortan wurde das Velodrom nach teilweiser Entfernung der Innenausstattung als Kulissenlager für das Theater Regensburg genutzt, wobei der mangelnde Bauunterhalt zu erheblichen Schädigungen führte.
1990 wurden das Gelände mit dem Gebäude an ein Unternehmen verkauft, das in Planung eines Einkaufszentrums den Abriss des Velodroms aufgrund der angeblichen Baufälligkeit des Gebäudes vorantrieb. Als daraufhin aufmerksame und fachkundige Bürger die Aussagen der Firma bezweifelten, betraten in einer Nacht-und-Nebel-Aktion der Regensburger Architekt Klaus Caspers und der Stahlbautechniker Jakob Kaiser unbefugt das Velodromgebäude und entnahmen heimlich Materialproben zur Untersuchung. Die Ergebnisse der Untersuchungen wurden zusammen mit einem Gutachten des Stahlbautechnikers Kaiser und einer historischen Dokumentation des Gebäudes, verfasst vom Journalisten Günter Schießl, dem Stadtrat unterbreitet, der das Gebäude daraufhin 1990 umgehend unter Denkmalschutz stellen ließ. Damit war das Velodromgebäude vor dem Abbruch gerettet.

## Neuzeit von 1998 bis 2021

### Sanierung 1996/98
Da 1998 das Theater Regensburg u. a. wegen Brandschutzmängeln für drei Jahre geschlossen wurde, musste rechtzeitig eine Ausweichspielstätte gesucht werden. Zur Wahl standen ein Theaterzelt, mehrere im Stadtgebiet verteilte weinig genutzte, bzw. leerstehende Hallen oder aber das vor dem Abriss gerettete Velodrom. 1996 beschloss der Stadtrat, das Velodrom-Gebäude nach strengen denkmalpflegerischen Gesichtspunkten zu sanieren, unter Erhalt der historischen Substanz und der grazilen Stahlkonstruktion mit der aufgeständerten Galerie. Zudem sollten in moderner Architektur geschaffen werden: ein prägnanter Theatereingang, ausreichende Foyerflächen, Zugänge zu der bereits bestehenden Tiefgarage, eine Bedachung mit Schallschutz, Einbau von Heizung, Lüftung, Bühnentechnik, Wirtschaftsräumen, Garderoben und Sanitäranlagen. In einem benachbarten historischen Stadthaus, das ebenfalls („pinsel-“) saniert wurde, konnten Garderoben, Schmink- und Aufenthaltsräume für die Theaterbeschäftigten eingerichtet werden.
Das marode Velodromgebäude selbst wurde durch die Stadt für den symbolischen Preis von 1,- DM an den Regensburger Unternehmer und Mäzen Oswald Zitzelsberger verkauft, bzw. verpachtet, der dieses dann für 6 Mio. DM sanierte.
Das Vorhaben wurde in kürzester Zeit geplant und in einer Bauzeit von 1,5 Jahren umgesetzt. Damit wurde die wohl schönste Ausweichspielstätte in Bayern geschaffen Bei den Ausschachtarbeiten stieß man in einer 2 m hohen Auffüllschicht auf Reste römischer Bauten, die zu einer antiken Bodenheizungsanlage (Hypokauste) gehörten. Sie wurden freigelegt und seitdem im Untergeschoss hinter Glas präsentiert. Somit wurde das Velodrom ab 1998 zunächst für die ursprünglich geplanten drei Jahre als Ausweichquartier genutzt.

### Ausstattung und Nutzung, sowie Sperrung ab Dezember 2021
Nach der Nutzung als Ausweichspielstätte für alle Sparten während der dreijährigen Sanierung des städtischen Theaters am Bismarckplatz, wurde die Velodrom-Spielstätte auch für besonders raumgreifende Inszenierungen genutzt, überwiegend für Musical, Ballett und Schauspiel. Dabei wurde zunehmend auch die sogenannte Vorbühne (mit 16 × 4 m überdeckter Orchestergraben) immer wichtiger. Es standen insgesamt 612 Sitzplätze im Zuschauerraum zur Verfügung, davon 500 Sitzplätze inkl. 4 möglichen Rollstuhlplätzen in den ersten drei ebenerdigen Reihen. Die Reihen 4 bis 17 waren auf einer ansteigenden Tribüne im Parkett angeordnet, 112 Sitzplätze auf der dreiseitig umlaufenden Galerie.
Das Velodrom wurde aufgrund seiner Beliebtheit, der höheren Platzanzahl (612) und wesentlich besserer Sichtbedingungen für die Zuschauer insgesamt 25 Jahre als zusätzliche Spielstätte des Theaters genutzt. In die veranstaltungstechnischen Anlagen und die Bestuhlung wurde auch durch zusätzliche Einnahmen aus Vermietung außerhalb der reinen Theaternutzung für andere Aufführungen investiert.
Nach Ablauf des 20-jährigen Pachtvertrages musste das Velodrom zum 31. Dezember 2021 aus brandschutztechnischen Gründen als Spielstätte gesperrt und für den Publikumsverkehr geschlossen werden. Der Beginn einer Sanierung ist für 2024 der Sanierungsabschluss für 2029 geplant. Die Bühne wurde bis 2023 weiterhin vom Theater Regensburg als Probenraum genutzt. Lediglich im Foyerbereich finden gelegentlich noch kleinere Veranstaltungen statt.